# NGC 6897
NGC 6897 est une galaxie spirale située dans la constellation du Capricorne. Sa vitesse par rapport au fond diffus cosmologique est de 5 500 ± 19 km/s, ce qui correspond à une distance de Hubble de 81,1 ± 5,7 Mpc (∼265 millions d'al). NGC 6897 a été découverte par l'astronome allemand Albert Marth en 1863.
NGC 6897 présente une large raie HI et elle renferme également des régions d'hydrogène ionisé.
À ce jour, sept mesures non basées sur le décalage vers le rouge (redshift) donnent une distance de 63,929 ± 4,833 Mpc (∼209 millions d'al), ce qui est à l'extérieur des valeurs de la distance de Hubble. Notons cependant que c'est avec la valeur moyenne des mesures indépendantes, lorsqu'elles existent, que la base de données NASA/IPAC calcule le diamètre d'une galaxie et qu'en conséquence le diamètre de NGC 6897 pourrait être d'environ 18,9 kpc (∼61 600 al) si on utilisait la distance de Hubble pour le calculer.

## NGC 6897 et NGC 6898, une paire de galaxies?

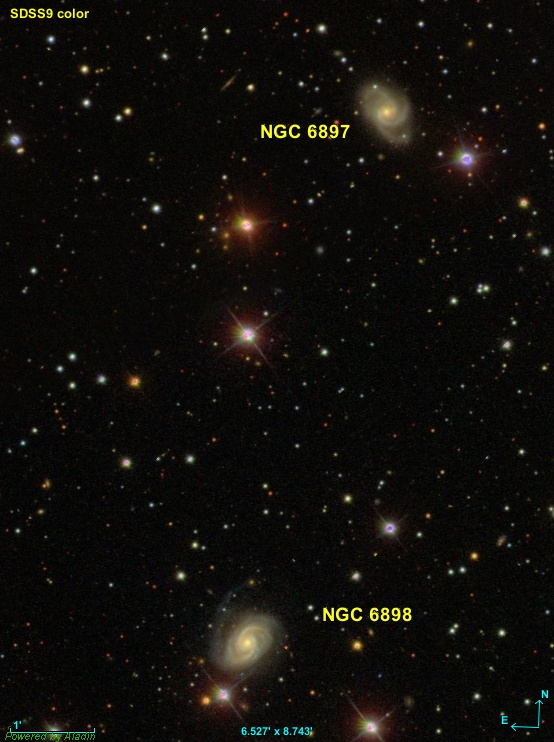
NGC 6897 et NGC 6898.

Il est plutôt étrange qu'aucune source consultée ne fasse remarquer que ces deux galaxies forment une paire de galaxies. Elles sont voisines sur la sphère céleste et pratiquement à la même distance de la Voie lactée. De plus, l'image obtenue des données du relevé SDSS montre assez clairement une déformation de leur bras externe dirigée l'une vers l'autre. On pourrait même considérer qu'elles sont en interaction gravitationnelle.